# Feldbahn Schermbeck
Die Feldbahn Schermbeck-Gahlen verband bis 2002 die Ziegelei Idunahall (später Röben/Idunahall) mit den Tongruben des Gahlener Abbaufeldes.

## Geschichte
Von 1908 bis 1936 fuhren Lorenzüge den Ton von den Gruben bis zur Lippe, von dort wurde der Ton in eine Lastenseilbahn umgeladen und ins Werk transportiert. Seit 1936 fuhren die Züge dann direkt ins Werk.
Noch während des Betriebes engagierten sich Feldbahnfreunde, um diese Bahn zu erhalten. Sie war eine der ältesten noch erhaltenen Feldbahnen Deutschlands und hatte eine abwechslungsreiche Streckenführung.

## Heutiger Zustand
Es war geplant, auf der Strecke einen Museumsbahnbetrieb einzurichten. Dies ist aus verschiedensten Gründen nicht möglich gewesen.
Die alte Strecke ist inzwischen zum größten Teil abgebaut worden, sodass dort kein Fahrbetrieb mehr stattfinden kann.
Ein Teil des rollenden Materials wird durch die Feldbahnfreunde Schermbeck-Gahlen gepflegt. In der Nähe der ehemaligen Strecke wurde auf dem Vereinsgelände eine etwa 1,3 km lange Feldbahnstrecke aufgebaut. Besucherfahrten sind möglich.
Die Feldbahn war bis Mitte 2011 Bestandteil der Route 7: Industriekultur an der Lippe der Route der Industriekultur.